# Família carmelita

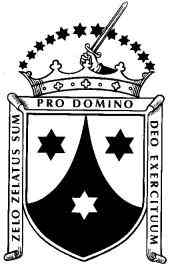
Escut de l'Orde del Carme, comú a molts dels instituts de la família carmelita.

La família carmelita o carmelitana és el conjunt de grups i comunitats catòlics (instituts de vida consagrada o grups de seglars) que segueixen la regla i espiritualitat de l'Orde del Carmel. Tenen el seu origen en l'orde mendicant d'aquest nom fundat a Palestina al segle xiii. Al llarg dels segles s'han produït al si de l'orde moviments de reforma i d'escissió, que han originat a diferents branques i ordes i havien de conduir a una aplicació més rigorosa de la regla, d'acord amb el seu esperit fundacional. Avui dia, la família carmelita és composta per tres ordes bàsics.

## Orde primer

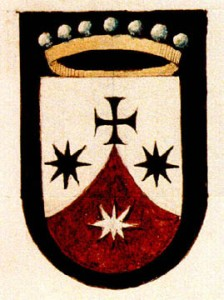
Escut del Carmel, amb el color marró propi de l'orde.

L'orde primer, masculí, format pels frares, religiosos que fan els tres vots solemnes d'obediència, castedat i pobresa i que tenen com a objectiu viure en comunitat i consagrar-se a l'esperit carmelità.
Les diferents reformes han fet que avui hi ha diferents branques:
- Orde del Carmel o Orde dels Carmelites Calçats o Carmelites Observants: és el tronc original de l'orde fundat el segle xiii.[1]
- Orde dels Carmelites Descalços: originat a partir de la reforma observant de 1562 promoguda per Santa Teresa de Jesús i Sant Joan de la Creu. Va formar un orde mendicant separat, amb una direcció, organització i constitucions diferents a l'orde original, que començà a anomenar-se, per oposició, orde calçat.

En forma part, també l'institut dels Carmelites de Sant Elies, d'Indonèsia.

## Orde segon
L'orde segon, femení, per monges, religioses que fan els mateixos tres vots solemnes i fan vida contemplativa en monestirs de clausura. Tenen l'origen en les comunitats de dones que vivien, sense fer vots, seguint la regla de l'orde masculí. La primera comunitat femenina de monges amb vots data de 1452, a Florència, i se'n considera fundador de les monges carmelites el beat Jean Soreth.
Com a l'orde masculí, s'hi troben diferents branques:
- Monges Carmelites o Orde de les Carmelites Calçades: branca femenina de l'orde original, fundada per Jean Soreth al segle xv.
- Carmelites Descalces: segueixen la reforma observant de Santa Teresa de Jesús i Sant Joan de la Creu, que esdevé un orde mendicant separat poc després de 1582.
  - Agustines Descalces: orde de monges fundat per Sant Joan de Ribera el 1597, seguint el carisma carmelita descalç però sota la Regla de Sant Agustí.

## Orde tercer
El tercer orde: format per religiosos de vots simples (congregacions) i per seglars d'ambdós sexes.

### Laics i seglars
Els Carmelites Laics o Tercer Orde de la Benaurada Mare de Déu del Mont Carmel: es tracta, com en tots els ordes tercers, de laics i seglars (preveres, per exemple) que, sense viure en comunitat ni fer vots públics, volen viure la seva existència en l'espiritualitat de l'Orde del Carmel, adoptant-ne la regla a la vida quotidiana: pregària, dejunis, reunions, etc., i vivint sota la guia espiritual dels frares carmelites. Voluntàriament, poden fer-se vots privats de castedat i obediència. Hi ha diverses agrupacions de laics terciaris, comunitats o confraries, molt nombrosos arreu del món. Alguns d'aquests grups són:
els moviments Familia Domèstica, La Família, a Itàlia, el Moviment Carmelita (Països Baixos), Família Missionera Internacional Donum Dei, la Confraria de l'Escapulari del Carme, etc.

### Congregacions de germanes o germans
Categoria principal: Congregacions del Tercer Orde del Carmel
Les Congregacions del Tercer Orde del Carmel es van formar a partir de comunitats de laics del tercer orde que, sense voler fer vots solemnes, volien viure també en comunitat en l'esperit carmelita, observant-ne la regla però sense el rigor dels frares i, en el cas de les dones, sense el requeriment de la clausura, la qual cosa els permetia fer tasques d'apostolat, educació o assistència. Des del segle xvi es van formar comunitats, sobretot femenines de terciàries com:
- Terciàries de Santa Maria de l'Esperança (Venècia), al final del segle XVI;
- Terciàries de San Martino (Bolonya, 1654).

A partir del segle xix es formen moltes congregacions religioses de germanes, que fan vots simples i viuen en comunitats, dedicades a tasques diverses d'assistència i ensenyament, com ara:
- Carmelites de l'Esperit Sant
- Carmelites del Sagrat Cor
- Carmelites Missioneres de Santa Teresa
- Carmelites Missioneres Teresianes
- Esclaves de Maria Immaculada
- Germanes Carmelites de la Caritat
- Germanes Carmelites de Sant Josep
- Germanes Carmelites Missioneres
- Germanes Carmelites Tereses de Sant Josep
- Missioneres Carmelites de Santa Teresa de Jesús

I molts d'altres; també hi ha congregacions religioses masculines com:
- Companyia de Santa Teresa de Jesús
- Carmelites Terciaris Descalços